# Kasper Asgreen
Kasper Asgreen   (Kolding, 8 de febrer de 1995) és un ciclista danès, professional des del 2013. Actualment corre a l'equip Deceuninck-Quick Step. En el seu palmarès destaca el campionat nacional en contrarellotge de 2019 i 2020, el campionat de Dinamarca en ruta de 2020, la Kuurne-Brussel·les-Kuurne de 2020, l'E3 Saxo Bank Classic de 2021 i sobretot, el Tour de Flandes de 2021.

## Palmarès
- 2017
  -  Campió d'Europa sub-23 en Contrarellotge
  -  Campió de Dinamarca sub-23 en contrarellotge
  - 1r al Gran Premi Viborg
  - Vencedor d'una etapa al Tour de l'Avenir
- 2018
  -  Campió del món en contrarellotge per equips
  - Vencedor d'una etapa a l'Istrian Spring Trophy
- 2019
  -  Campió de Dinamarca en contrarellotge
  - Vencedor d'una etapa a la Volta a Califòrnia
  - Vencedor d'una etapa a la Volta a Alemanya
- 2020
  -  Campió de Dinamarca en ruta
  -  Campió de Dinamarca en contrarellotge
  - 1r a la Kuurne-Brussel·les-Kuurne
- 2021
  -  Campió de Dinamarca en contrarellotge
  - 1r a l'E3 Saxo Bank Classic
  - 1r al Tour de Flandes
  - Vencedor d'una etapa a la Volta a l'Algarve
- 2023
  -  Campió de Dinamarca en contrarellotge
  - Vencedor d'una etapa al Tour de França
  - Vencedor d'una etapa a la Volta a Eslovàquia
- 2025
  - Vencedor d'una etapa al Giro d'Itàlia

### Resultats a la Volta a Espanya
- 2018. 134è de la classificació general
- 2024. 120è de la classificació general

### Resultats al Tour de França
- 2019. 122è de la classificació general
- 2020. 114è de la classificació general
- 2021. 64è de la classificació general
- 2022. No surt (9a etapa)
- 2023. 87è de la classificació general. Vencedor de la 18a etapa
- 2025. 91è de la classificació general.

### Resultats al Giro d'Itàlia
- 2025. 115è de la classificació general. Vencedor de la 14a etapa